# محمدرضا خلعتبری (زاده ۱۳۲۷)
محمدرضا خلعتبری (۲۲ مارس ۱۹۴۸ – ۱۷ سپتامبر ۲۰۱۶) بازیکن فوتبال اهل ایران بود.
وی در ۱۶ سال دوران حرفه‌ای بازی خود، حتی یک کارت زرد یا قرمز نگرفت.
محمدرضا خلعتبری (بازیکن فوتبال زادهٔ ۱۳۶۲) از فامیل‌های دور او است.
از باشگاه‌هایی که در آن بازی کرده‌است، می‌توان به باشگاه فوتبال نیروی زمینی تهران و باشگاه فوتبال پرسپولیس تهران اشاره کرد.